# Сідарбург (місто, Вісконсин)
Сідарбург (англ. Cedarburg) — місто (англ. city) в США, в окрузі Озокі штату Вісконсин. Населення — 12 121 особа (2020).

## Географія
Сідарбург розташований за координатами 43°17′55″ пн. ш. 87°59′21″ зх. д. / 43.29861° пн. ш. 87.98917° зх. д. (43.298547, -87.989107).  За даними Бюро перепису населення США в 2010 році місто мало площу 12,62 км², з яких 12,51 км² — суходіл та 0,11 км² — водойми.

## Демографія
Згідно з переписом 2010 року, у місті мешкало 11 412 осіб у 4691 домогосподарстві у складі 3060 родин. Густота населення становила 904 особи/км².  Було 4916 помешкань (389/км²).
Расовий склад населення:
| - 96,3 % — білих - 1,5 % — азіатів - 0,8 % — чорних або афроамериканців - 0,1 % — корінних американців |

До двох чи більше рас належало 1,0 %. Частка іспаномовних становила 1,7 % від усіх жителів.
За віковим діапазоном населення розподілялося таким чином: 24,7 % — особи молодші 18 років, 58,4 % — особи у віці 18—64 років, 16,9 % — особи у віці 65 років та старші. Медіана віку мешканця становила 43,1 року. На 100 осіб жіночої статі у місті припадало 90,0 чоловіків;  на 100 жінок у віці від 18 років та старших — 85,2 чоловіків також старших 18 років.
Середній дохід на одне домашнє господарство  становив 96 610 доларів США (медіана — 72 098), а середній дохід на одну сім'ю — 121 956 доларів (медіана — 93 163). Медіана доходів становила 81 004 долари для чоловіків та 44 727 доларів для жінок. За межею бідності перебувало 6,8 % осіб, у тому числі 5,2 % дітей у віці до 18 років та 5,1 % осіб у віці 65 років та старших.
Цивільне працевлаштоване населення становило 5814 осіб. Основні галузі зайнятості: освіта, охорона здоров'я та соціальна допомога — 25,9 %, виробництво — 14,7 %, науковці, спеціалісти, менеджери — 12,0 %, роздрібна торгівля — 11,9 %.